# Cementerio de Arlington (Metro de Washington)
Cementerio de Arlington es una estación en la línea Azul del Metro de Washington, administrada por la Autoridad de Tránsito del Área Metropolitana de Washington. La estación se encuentra localizada en 1000 North Memorial Drive en Arlington, Virginia. La estación Cementerio de Arlington fue inaugurada el 1 de julio de 1977. 

## Descripción
La estación Cementerio de Arlington cuenta con 2 plataformas laterales. La estación también cuenta con 18 espacios para bicicletas.

## Conexiones
La estación cuenta con las siguientes conexiones de autobuses: 
- Rutas del MetroBus